# Andrej Ďurkovský

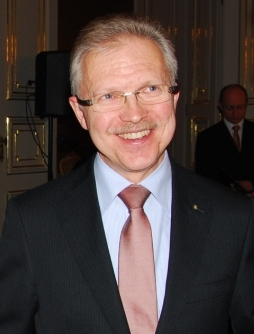
Andrej Ďurkovský

Andrej Ďurkovský (* 5. September 1958 in Bratislava) ist ein slowakischer Politiker (ehemals KDH). Er amtierte von 2002 bis 2010 als Bürgermeister von Bratislava.
Ďurkovský studierte an der Fakultät für Bauingenieurwesen der Slowakischen Technischen Universität. Nach der Samtenen Revolution schlug er eine politische Karriere ein und trat 1990 der christlich-demokratischen Partei KDH bei. 1994 wurde er Bürgermeister des Stadtbezirks Staré Mesto (Altstadt) in Bratislava. Er übte dieses Amt bis 2002 aus und wurde dann als Nachfolger von Jozef Moravčík zum Bürgermeister von ganz Bratislava gewählt. 2006 schaffte er die Wiederwahl und bleibt damit bis 2010 im Amt. Ihm folgte Milan Ftáčnik.
Nach den Parlamentswahlen am 12. Juni 2010 wurde er zum Abgeordneten im Nationalrat für die KDH gewählt; er wird laut eigener Aussage bis zu den Kommunalwahlen im Herbst 2010 die beiden Mandate ausüben, wird aber den Nationalrat-Lohn bei dieser Zeit nicht annehmen.
Ďurkovský wurde sowohl von Einwohnern Bratislavas als auch von Aktivisten wegen seiner Handlung mit dem Stadteigentum und insbesondere um das Park kultúry a oddychu (PKO; deutsch: Park der Kultur und Erholung) heftig kritisiert. Der Stadtrat hat 2005 das Land unter dem Park an einen Investor verkauft, als Teil eines Stadtviertels namens River Park. Im März 2009 wollte die Stadt das Land zurückkaufen, der Investor wollte aber den 2,5-fachen Preis, was von der Stadt abgelehnt wurde. Im Dezember 2009 verabschiedete der Stadtrat aber einen Mietvertrag für 20 Jahre für einen Saal an der Stelle der PKO. Dies stieß auf Widerstand der Aktivisten, die Ďurkovský als „Lügner“ bezeichneten, während die Zukunft des Parks selbst unter Bedrohung von Abriss nicht sicher sei.
Ďurkovský ist verheiratet und hat drei Kinder.
Ende Januar 2011 verließ Andrej Ďurkovský die KDH-Fraktion im Nationalrat der Slowakei und die KDH. Damit hat die amtierende Regierung derzeit 77 Sitze im Parlament – SMER-SD, SNS und die zwei Unabhängigen 73.